# Плеть и тело
«Плеть и тело» (итал. La frusta e il corpo; Италия и Франция, 1963) — итальянский готический фильм ужасов режиссёра Марио Бава.
Премьера состоялась 29 августа 1963 года.

## Сюжет
Действие происходит в XIX веке. В старинный родовой замок графа Менлиффа возвращается его старший сын Курт, некогда лишенный наследства и изгнанный за совращение дочери служанки (из-за которого та покончила с собой). До Курта также доходит новость, что его бывшая возлюбленная, прекрасная Нивенка стала женой его младшего брата Кристиана.
Возвращается он однако и для того, чтобы претендовать на наследство.
Но, вскоре после своего возвращения, Курт погибает при загадочных обстоятельствах. Рядом с его телом находят кинжал, которым убила себя дочь служанки.
Нивенка начинает вести себя как безумная и утверждать, что её посещает призрак покойного Курта…

## В ролях
- Nevenka Menliff — Daliah Lavi (Далия Лави)
- Kurt Menliff — Christopher Lee (Кристофер Ли)
- Christian Menliff — Tony Kendall (Тони Кендал)
- Katia — Ida Galli (Ида Галли)
- Giorgia — Harriet Medin (Харриет Медин)
- Count Menliff — Gustavo De Nardo (Густаво де Нардо)
- Losat — Luciano Pigozzi (Лучано Пигоцци)
- Priest — Jacques Herlin (Жак Эрлен)

## Интересные факты
- Фильм был снят в местечке Tor Caldara в области Лацио в Италии.
- Голос Кристофера Ли даже при условии того, что фильм был снят на английском, дублировал другой актёр.[2]
- Слоган фильма: What is her terrifying secret?? Is she the victim of a madman???? Or a dead man? You must see «What?»!